# Yánnis Poulópoulos
Yánnis Poulópoulos (en grec moderne : Γιάννης Πουλόπουλος), né le 29 juin 1941 à Kardamýli dans le Magne et mort le 23 août 2020 à Chaïdári, est un auteur-compositeur-interprète grec ayant rencontré un grand succès en Grèce de la fin des années 1960 jusqu'aux années 1980.
Dans le classement des chanteurs grecs ayant vendu le plus d'albums, Yánnis Poulópoulos occuperait la quatrième place[réf. souhaitée] derrière Georges Dalaras, Yannis Parios (en) et Kháris Alexíou.

## Biographie

### Jeunesse
Yánnis Poulópoulos est né en 1944 dans le Magne, au sud de la Grèce. Peu de temps après sa naissance, ses parents, originaires de la région de Messénie, déménagèrent à Peristéri, dans la banlieue d'Athènes.
Déjà très jeune, Poulópoulos aime chanter et dispose d'un certain talent. Cependant, n'ayant aucun contact avec d'autres chanteurs dans son quartier, la carrière musicale de Poulópoulos semble impossible. Ses amis le poussent toutefois dans cette voie. Il tente ainsi sa chance chez Columbia Records, qui refuse de l'auditionner. Sans se décourager, Poulópoulos continue de demander une audition chez Columbia en renouvelant sa demande presque quotidiennement. À cette même époque, il travaille comme maçon, joue au football dans l'équipe locale, et débute dans la peinture. Finalement, en 1963, alors que Poulópoulos est âgé de 19 ans, une audition lui est accordée.

### Débuts dans la musique
Le comité d'audition chez Columbia est composé de quatre grandes figures de la musique grecque : Míkis Theodorákis, Apostolos Kaldaras, Vassílis Tsitsánis et Yannis Papaioannou. Pour montrer son talent, Poulópoulos décide d'interpréter deux chansons réputées difficiles : « Μάνα μου και Παναγιά » (Ma mère et la Vierge Marie) et « Παράπονο » (Complainte). L'audition est un succès, et Theodorákis déclare « J'en ferai un chanteur » (« Αυτόν εγώ θα τον κάνω τραγουδιστή »).
Theodorákis décide effectivement de prendre sous son aile le jeune chanteur qu'il juge très talentueux. Dès 1963, Theodorákis lui permet de chanter trois chansons au cours d'une pièce de théâtre du dramaturge et poète Iákovos Kambanéllis intitulée « Le Quartier des anges » (Η γειτονιά των Αγγέλων). Ces trois chansons, qui sont « Στρώσε το στρώμα σου για δυο » (Mettre la table pour deux), « Δόξα τω Θεώ » (Dieu merci) et « Το ψωμί είναι στο τραπέζι » (Le Pain est sur la table), sont les trois premières chansons enregistrées par Poulópoulos. Elles furent par la suite reprises par Grigóris Bithikótsis.
Poulópoulos continue ensuite à se produire régulièrement dans un music-hall de Pláka (à Athènes) et sort quatre ou cinq 45 tours chez Columbia. Il décide alors de se séparer de Columbia et signe pour le label Lyra, pour qui il enregistre trois chansons composées par Theodorákis puis douze autres toujours composées par Theodorákis, dont « Βράχο βράχο τον καημό μου », « Βρέχει στη φτωχογειτονιά » et « Καημός ». En 1965, il interprète quatre chansons écrites par Manos Loïzos, et à la même époque rencontre un grand succès avec « Μη μου θυμώνεις μάτια μου » composé par Stávros Kouyioumtzís.

### Le succès
À partir de 1966, les disques de Poulópoulos commencent à être distribués à plus grande échelle, et Poulópoulos fait son apparition dans des films où il chante ses chansons (pratique courante en Grèce à l'époque). Dans le film « Οι Στιγματισμένους », il chante avec Eleni Kladi « Πολύ αργά » (Trop tard) et « Σ’ αγαπώ » (Je t'aime). Dans « Ο Τετραπέρατο » (Le malin), il chante « Στον Πειραιά στον Πειραιά » (Dans le Pirée, dans le Pirée) de Giorgos Katsaros.
À la suite de cela, Poulópoulos commence à écrire et chanter ses propres chansons, comme « Θα ’θελα να ’χα » qui rencontre un certain succès.
Il travaille ensuite avec Yannis Spanos, puis en partenariat avec Mimis Plessas. En 1969 sort l'album « Ο δρόμος » (O drómos - La route), qui rencontre un grand succès.
Après « Ο δρόμος », plusieurs maisons de disques essayent d'attirer Poulópoulos, qui reste finalement avec le label Lyra. De 1969 à 1971, Poulópoulos sort de nombreux 45 tours et chante sur dix albums 33 tours avec d'autres interprètes.
Son dernier album avec le label Lyra est « 12 Ρεμπέτικα » (12 Rebetika) en 1975. Il signe ensuite avec le label Minos, avec qui il produit 11 albums jusqu'en 1989. Durant cette période, il continue de travailler avec Mimi Plessas, Yannis Spanos ainsi qu'avec George Krimizaki.
Entre 1990 et 1992, il sort trois autres albums dont le dernier se fait avec le label Polygram. Suivent cinq années où Poulópoulos ne sort aucun album, mais continue de se produire sur scène. En 1997, Poulópoulos sort un nouvel album (Του τραγουδιού το βλέμμα) avec le label Lyra. Ce nouvel album contient deux chansons « bonus » (« Πάλι μεθυσμένος » et « Αφού μου έφυγες εσύ »), qui sont des titres enregistrés par Poulópoulos en 1972 et 1973, mais qui n'étaient pas sortis à cette époque.